# Sad Eyes
Sad Eyes è un brano musicale scritto ed interpretato da Bruce Springsteen. Il brano è stato registrato al Soundworks West di Los Angeles il 25 gennaio 1990, ed incluso nel box set pubblicato da Springsteen il 10 novembre 1998, intitolato Tracks, e nella compilation 18 Tracks, pubblicata nel 1999. Il singolo ha raggiunto la cinquantaquattresima posizione dei singoli più venduti in Svezia.

## Tracce
CD single (B00004UU3I)
1. Sad Eyes
2. Missing
3. Man at the Top
4. Take 'Em as They Come

## Cover di Enrique Iglesias
Il cantante spagnolo Enrique Iglesias ha registrato una cover di Sad Eyes per il suo primo album in lingua inglese Enrique, dal quale il brano è stato estratto come quarto singolo. Sul mercato in lingua spagnola il brano è conosciuto come Más Es Amar.
Per il brano fu anche prodotto un video diretto da David LaChapelle, mai distribuito ufficialmente all'epoca per via dei suoi forti contenuti sessuali. Tuttavia nel 2009 il video è stato reso visibile da diversi siti di video sharing su internet.

### Video
Nel video Enrique Iglesias interpreta un consumatore di una hotline notturna il cui servizio è offerto da una ragazza che lo supplica dall'altra parte della cornetta di rispondere ai suoi messaggi.

### Tracce
CD-Maxi Interscope 497 433-2 (UMG)
1. Sad Eyes (Rodney Jerkins Mix) - 4:01
2. Sad Eyes (Guy Roche Remix) - 3:44
3. Sad Eyes (HQ2 Radio Remix) - 3:34
4. Sad Eyes (Album Version) - 4:08

### Classifiche
| Classifica (2000)                     | Posizione più alta |
| ------------------------------------- | ------------------ |
| Svizzera                              | 43                 |
| Belgio (Fiandre)                      | 12                 |
| Belgio (Vallonia)                     | 8                  |
| Svezia                                | 48                 |
| U.S. Billboard Hot Dance Club Play    | 8                  |
| U.S. Billboard Top 40 Mainstream      | 34                 |
| U.S. Billboard Bubbling Under Hot 100 | 23                 |